# Nils Persson i Ringstorp
Nils Persson i Ringstorp, född den 3 januari 1798 i Hornaryds församling i Kronobergs län, död den 8 augusti 1871 i Ringstorp, var en svensk riksdagsman och talman i bondeståndet.

## Biografi
Nils Persson var son till riksdagsmannen Per Jonsson i Hornaryd och Kerstin Jansdotter, syster till professor Pehr Sjöbring i Uppsala. Han var far till godsägaren Isac Sjöbring och biskopen i Kalmar stift Pehr Sjöbring.
Av modern, en kvinna med ovanlig bildning för sitt stånd, inhämtade Nils Persson sin kristendomskunskap, färdighet i innanläsning samt skicklighet i att skriva och räkna. I sitt gifte med en bonddotter från Sjösås socken i Uppvidinge härad, Lisa Jonsdotter, erhöll han 1818 ett frälsehemman kallat Ringstorp, som han sedan bodde i med undantag av tiden 1825–1831, då han innehade förvaltningen dels av Braås och Böksholms järnbruk i grannskapet, samt av Ovesholms slott utanför Kristianstad i Skåne. Först av sina grannar och sockenbor anlitad i deras enskilda angelägenheter, inkom han efter hand i allmänna värv och blev snart en självskriven ledamot i alla kommittéer och nämnder, som rörde häradet och länet.
Vid 1844 års riksdag var Nils Persson för första gången riksdagsman. Den därpå följande riksdagen avstod han från att kandidera till återval, men utsågs vid 1850 års riksdag inte endast av sin valkrets till ombud, utan jämväl av Konungen till talman i bondeståndet. Han bevistade sedan riksdagen 1853, varunder han intog ett framstående rum i bondeståndets debatter och bland annat yrkade, att brännvinsfloden skulle hämmas, inte endast genom att husbehovsbränningens undertryckande, utan genom att hindra den stora brännvinsindustriens utveckling, samt 1859, då han åter var talman. Han var konservativ och ville inskränka folkskoleundervisningen till att blott gälla kristendom och kyrkosång. Genom självstudier, särskilt inom svensk civil och administrativ rätt samt kommunalväsen, kunde han sköta sitt ordförandeskap både i bondeståndet och inom landstinget, där han förde ordet både såsom ordförande 1864 och vice ordförande 1865–1868. En art av hans offentliga verksamhet som förtjänar erkännas, var den av ett slags fredsdomare för sin ort, varest han länge genom sitt inflytande lyckades förlika tvistande parter och förekomma en mängd onödiga rättegångar. Nils Persson i Ringstorp blev riddare av Vasaorden.